# Jaskier azjatycki
Jaskier azjatycki (Ranunculus asiaticus L.) – gatunek rośliny należący do rodziny jaskrowatych (Ranunculaceae Juss.). Występuje w obszarze śródziemnomorskim: w południowo-wschodniej Europie, południowo-zachodniej Azji. Jest uprawiany w wielu krajach świata.

## Morfologia i biologia
PokrójBylina, pod ziemią posiadająca mięsiste bulwiaste korzenie. Osiąga wysokość do 40 cm.
LiściePierzaste, o jajowatych listkach.
Kwiaty5-płatkowe, wyrastające na długich szypułkach. Są białe, żółte lub czerwone, najczęściej jednak czerwone. Mają średnicę do 5 cm. Wnętrze kwiatów wypełnione licznymi ciemnobrązowymi pręcikami i słupkami. Zapylane są przez owady, którym dostarczają pyłku. Nektaru nie wytwarzają.
OwoceOwocem jest szerokojajowata niełupka z zagiętym dzióbkiem.
Rośnie w lasach, zaroślach, stepach, półpustyniach i pustyniach. Zakwita wczesną wiosną (luty, marzec, kwiecień, maj), po pierwszych wiosennych deszczach. Zazwyczaj zakwita nieco później, niż rosnący w podobnych siedliskach zawilec wieńcowy. 
Jak wszystkie jaskry zawiera trująca ranunkulinę.

## Uprawa
Jest uprawiany jako ogrodowa roślina ozdobna. W uprawie znajdują się kultywary i mieszańce o kwiatach pojedynczych lub pełnych. Istnieją też mieszańce o wysokości do 20 cm, uprawiane w doniczkach, jako rośliny pokojowe. Jest łatwy w uprawie. Rozmnaża się go przez siew nasion (najlepiej zaraz po ich zebraniu), lub przez podział rozrośniętych kęp wiosną lub jesienią. W okresie kwitnienia wskazane jest podlewanie. Najlepiej rośnie na przepuszczalnej i stale wilgotnej glebie, na stanowisku słonecznym.

## Udział w kulturze
Wszyscy znawcy roślin biblijnych są zgodni, że gatunek ten (wraz z zawilcem wieńcowym) wymieniony jest w Biblii, chociaż nie pod obecną nazwą botaniczną, lecz pod określeniami potocznymi. F. N. Hepper zauważa, że widok zakwitających wiosną czerwonych zawilców wieńcowych  i jaskrów azjatyckich pozostawia niezapomniane wrażenie. Wyjaśnia to zachwyt w cytatach Ewangelii Mateusza (6,28-30) i Ewangelii Łukasza (12,27-28). Hebrajska nazwa pierwszego miesiąca w kalendarzu żydowskim – Nissan pochodzi właśnie od czerwonych kwiatów tych roślin: nișșänîm oznacza „kwitnący czerwono”.

### Znaczek pocztowy
W dniu 1 marca 2023 r. Canada Post, administracja pocztowa Kanady, wydała znaczek pocztowy przedstawiający Ranunculus asiaticus. Znaczek wydawany był w książeczkach i zwojach oraz jako arkusz pamiątkowy.

## Galeria zdjęć

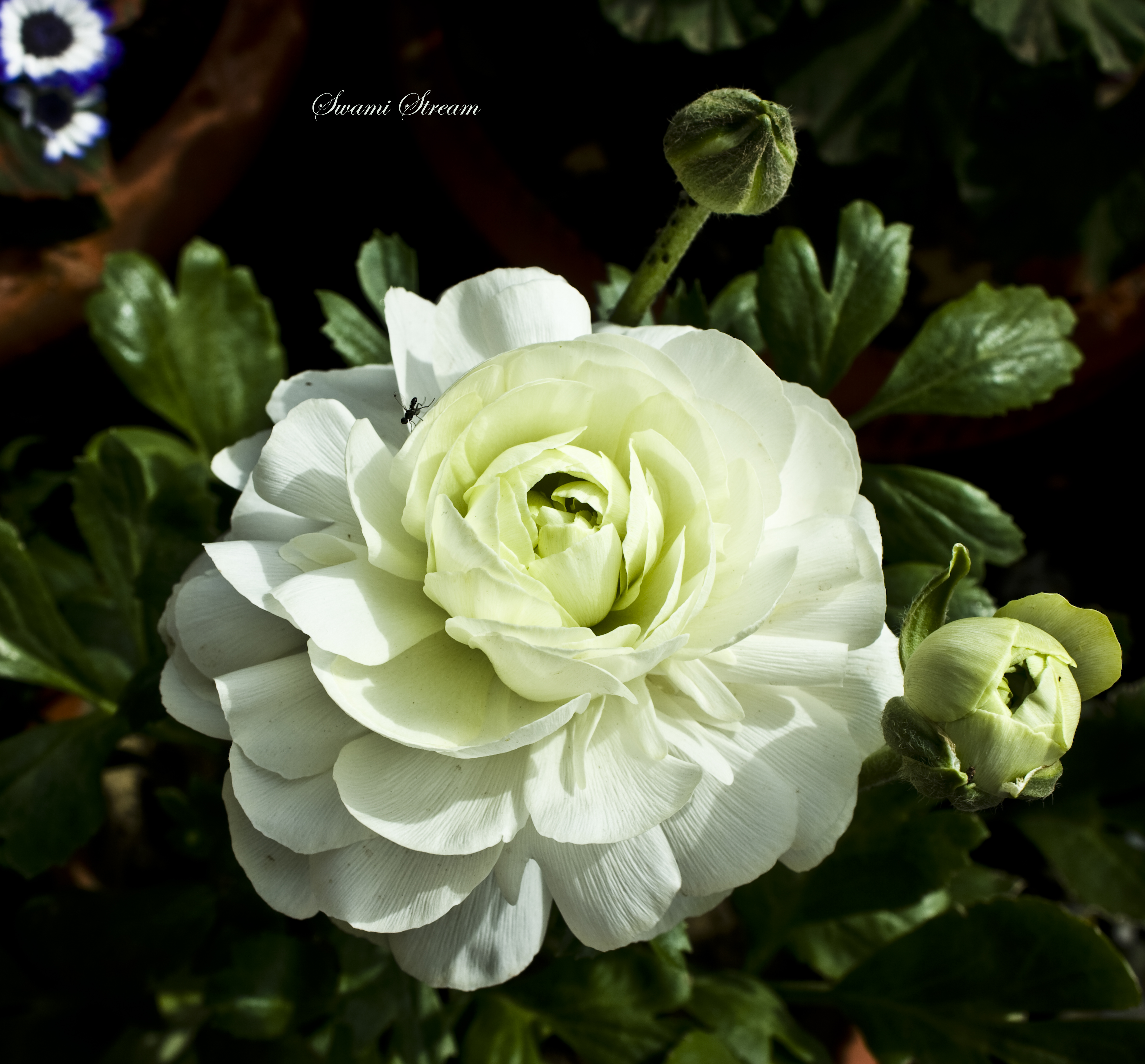
'Lions Rose'
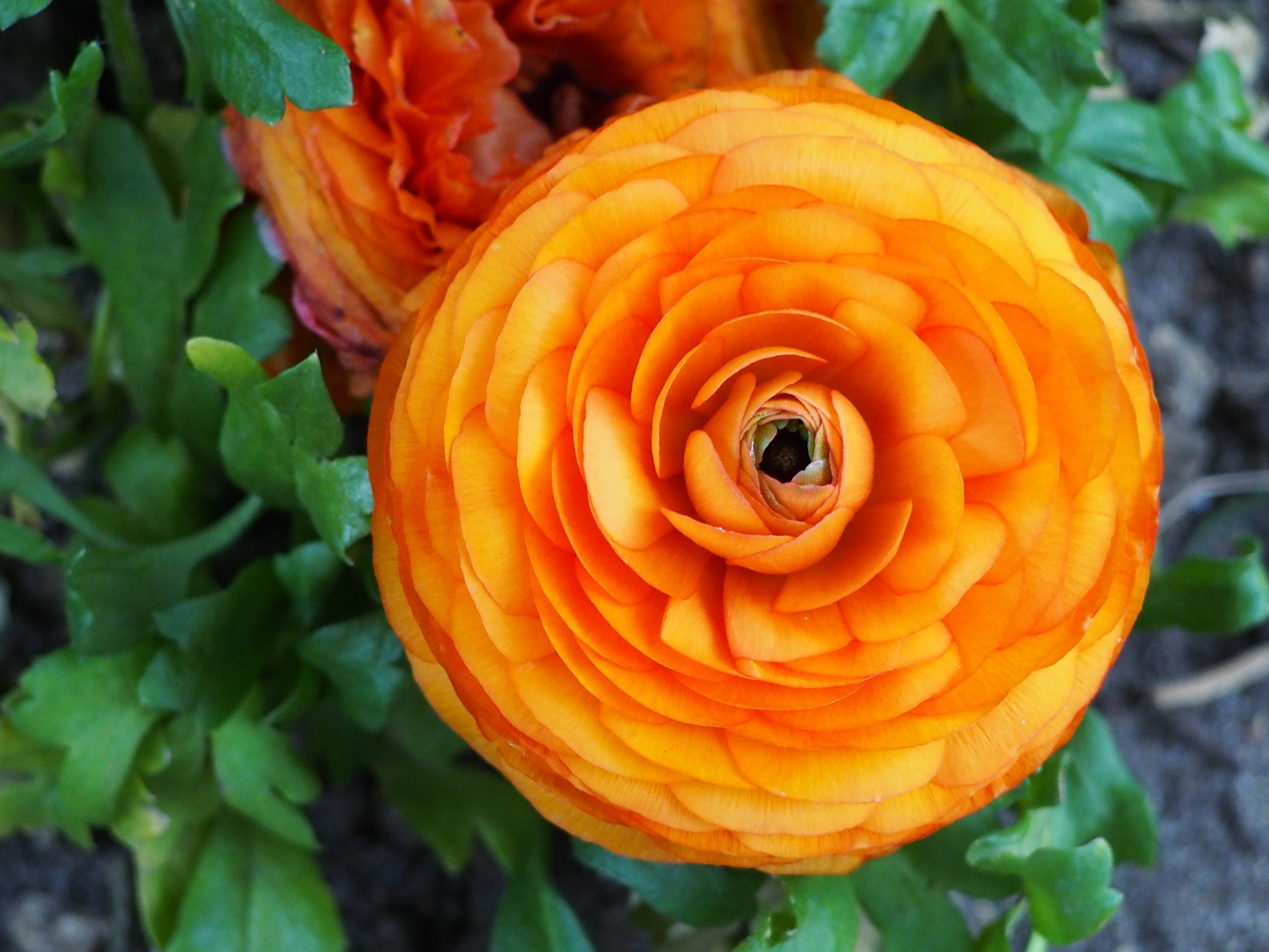
'Magic Orange'
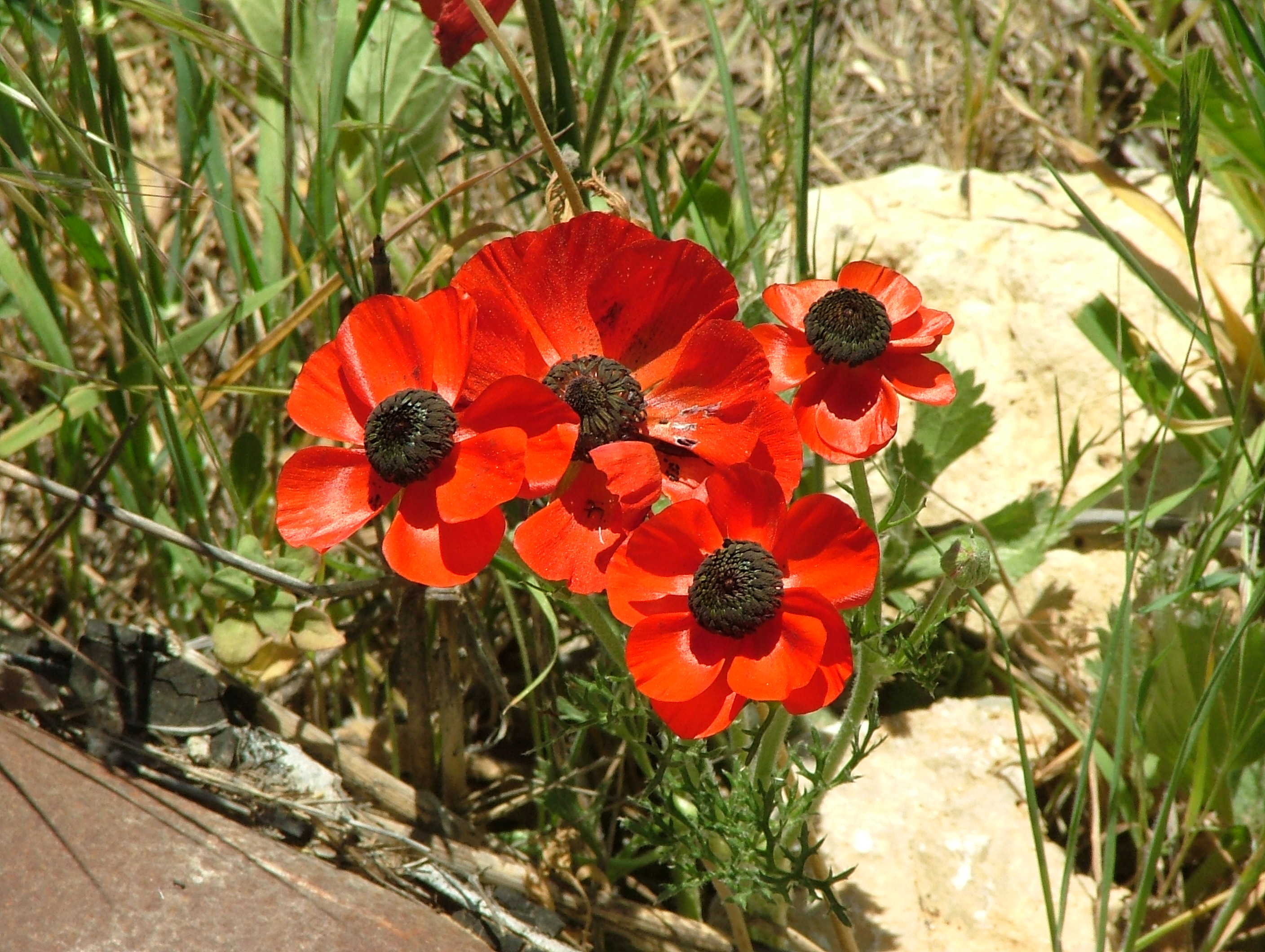
Jaskier azjatycki w naturalnym środowisku
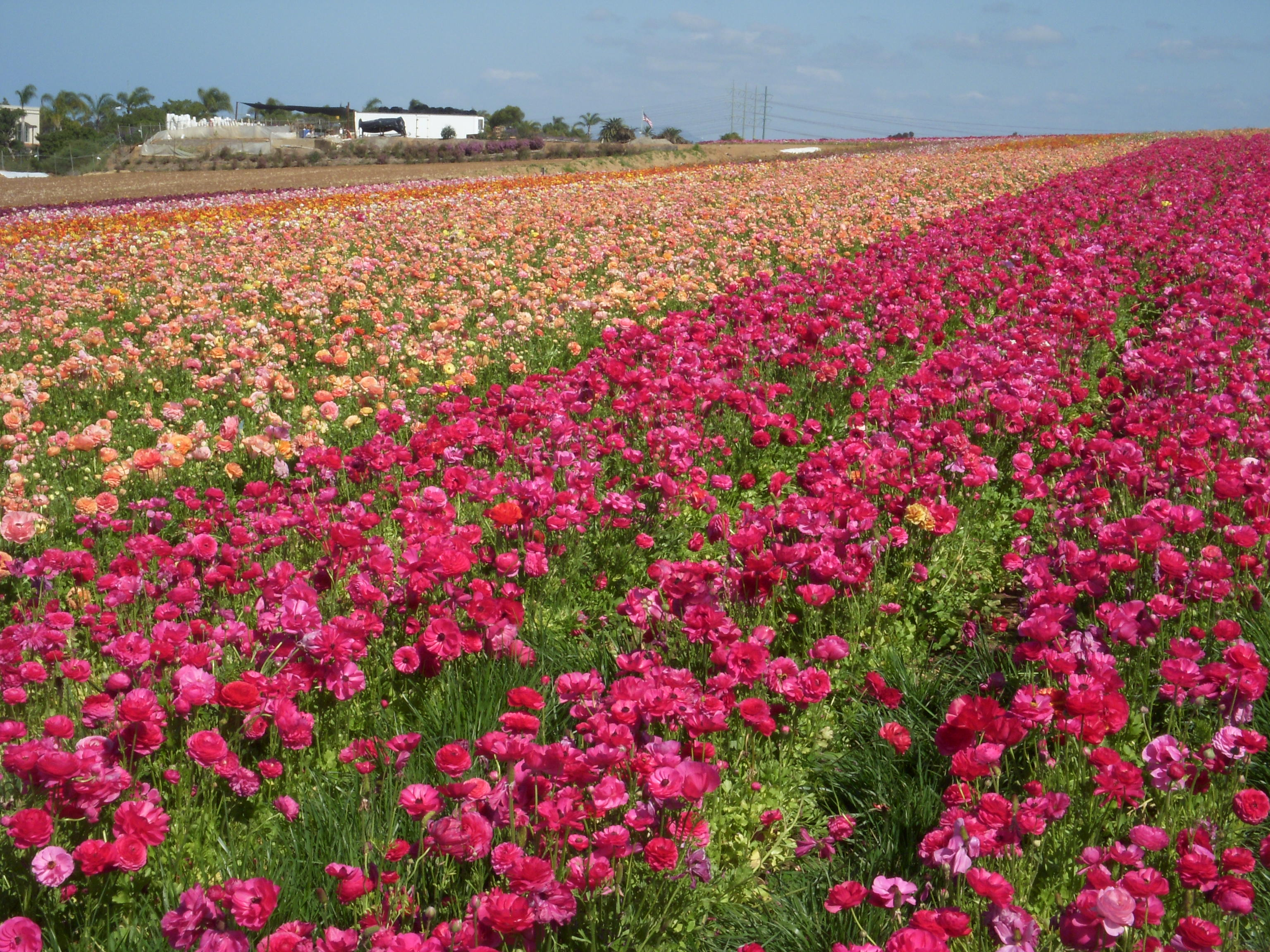
Uprawa jaskra azjatyckiego
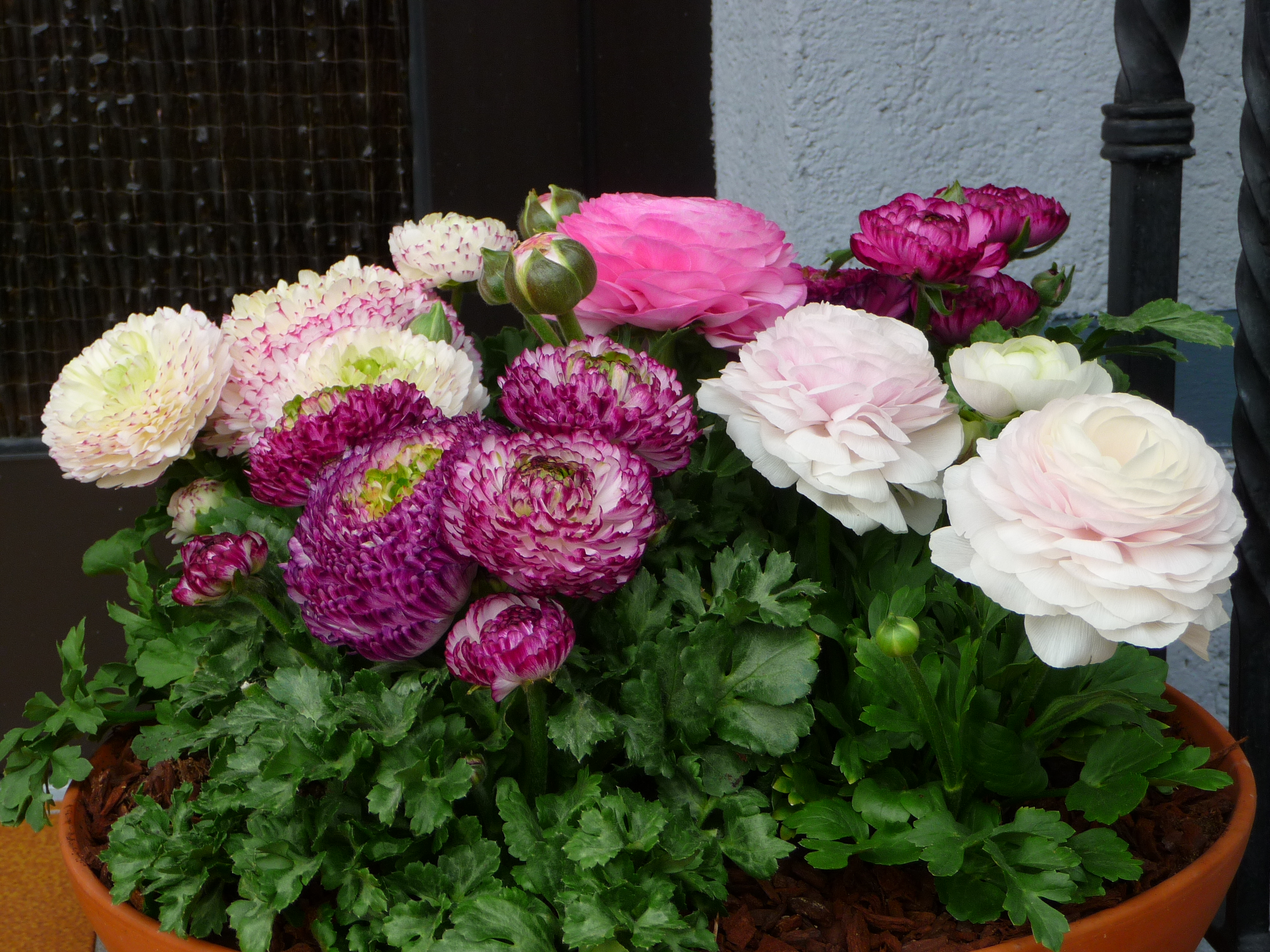
Uprawa w doniczkach